# Bordères
Bordères é uma comuna francesa na região administrativa da Nova Aquitânia, no departamento dos Pirenéus Atlânticos. Estende-se por uma área de 4,57 km². Em 2010 a comuna tinha 680 habitantes (densidade: 148,8 hab./km²).